# Kiril Domuschiev
Kiril Domuschiev (en bulgare : Кирил Домусчиев), né le 18 avril 1969 à Sofia, est un homme d'affaires, homme politique, et un dirigeant de football bulgare, propriétaire du Ludogorets Razgrad.

## Biographie
Kiril Domuschiev est diplômé de l’école secondaire espagnole à Madrid en 1988. Il obtient ensuite son diplôme en marketing et gestion industrielle à l'université technique de Sofia.
Avec son frère Georgi, ils sont les fondateurs de la société d'investissement Advance Propriétés. 
Kiril Domuschiev est un fan du CSKA Sofia et a été pendant plus d'un an membre du conseil de surveillance du club, mais en 2010, il décide de placer ses investissement dans le club du Ludogorets Razgrad qui était à ce moment-là encore en deuxième division. Ses investissements sont une réussite car depuis 2010, ils ont permis au club de monter en première division, de gagner le championnat de Bulgarie quatre fois d'affilée depuis la saison 2011-2012 et de jouer la phase de groupe de la Ligue des champions lors de la saison 2014-2015 et 2016-2017.
En 2011, il reçoit le prix du magazine bulgare Economy dans la catégorie « Mister économie » (en bulgare : конкурс "Мистър Икономика") pour sa contribution au développement de l'industrie bulgare. 
En novembre 2014, il succède à Ognyan Donev au poste de président du conseil d'administration de la Confédération des employeurs et industriels en Bulgarie (en bulgare : Конфедерация на работодателите и индустриалците в България (КРИБ))
En plus du bulgare, il parle aussi  le russe, l'anglais et l'espagnol.